# 东非长尾伯劳
东非长尾伯劳（学名：Lanius cabanisi）是伯劳科伯劳属的一种。分布于肯尼亚、索马里和坦桑尼亚。其自然栖息地为干燥的稀树草原。